# デファクトスタンダード
デファクトスタンダード（英語: de facto standard）とは、「事実上の標準」を指す用語である。de factoはラテン語で「事実上、実際には」を意味する。

## 解説
ISO、DIN、JISなどの標準化団体等が定めた規格ではなく、市場における競争や広く採用された「結果として事実上標準化した基準」を指す。デファクトスタンダードに対して、国際標準化機関等により定められた標準をデジュリ（デジューレ、デジュール、デジュア）スタンダード（英語: de jure standard）と呼ぶ。
インターネットの通信規格であるTCP/IPや、接続規格の多いコンピュータ関連分野で使われ始めた言葉だが、現在ではこれらの分野に限らず各種商品やサービスに広く使われるようになった。
電気製品など、商品開発サイクルの短い分野では、決定まで何年もかかる標準よりも、その時点での市場で一般的な規格である、デファクトスタンダードの重みが大きい。また、このようなデファクトスタンダードが後の国際規格の土台となる場合もある。
当然ながら、デファクトスタンダードは市場の状況により変化するため、これを獲得した企業は大きな利益を手にすることができる。そのためデファクトスタンダードの積極的な採用がかえって市場の独占を推し進め、結果として製品の価格を引き上げてしまったり、競争の鈍化を招く恐れがある。一部企業によるデファクトスタンダードは、ベンダーロックインにつながることもある。
また、デファクトスタンダードを目指す複数の規格の対立により、消費者が製品やサービス同士の連携で不便を強いられる問題（規格争い、顧客囲い込み）も生じている。

## デファクトスタンダードの例
- 3.5mmフォーンプラグ
- TCP/IP - インターネットの通信規格
- イーサネット（Ethernet） - LANの接続規格
- PC/AT互換機・Microsoft Windows - パーソナルコンピュータ
- Microsoft Office - オフィスアプリケーション
- VHS - 家庭用ビデオ規格
- EBCDIC - メインフレームの文字コード
- VT100 - 端末エミュレータの入出力処理
- QWERTY・JISキーボード - キーボードの配列
- TeX - 理工学系の学術論文・出版物のマークアップ言語
- オルファ製品 - 折る刃式カッターナイフの刃の幅
- パナマックス船 - パナマ運河を通航可能な最大限のサイズで設計された船
- ラインメタル120mm戦車砲 - ドイツのラインメタル社が開発し、西側諸国の主力戦車のほぼ全てに搭載されている事実上の標準戦車砲
- PSDファイル - Adobe Photoshopの画像ファイルフォーマットだが、多くのペイントソフトで読み込める事からPhotoshopのみならずレイヤー構造を保持したまま複数ソフト間で編集データをやり取りする際の標準規格となっている

## 規格の対立の例
- デジタルコンパクトカセットとミニディスク - デジタルオーディオ機器の規格
- GSとXG - MIDI音源の規格（GMの上位互換）
- WindowsとClassic Mac OS / macOS、LinuxとBSD（Unix系） - パソコン用オペレーティングシステム（OS）
- OpenDocumentとMicrosoft Office Open XML - オフィススイートのファイルフォーマット
- ZIPとスーパーディスクとMO - 大容量フロッピーディスク
- CFメモリーカードとSDHCメモリーカードとメモリースティック PRO Duo - 小型大容量メモリーカード
- microSDカードとminiSDカードとメモリースティック PRO DuoとMMCmobile - 携帯機器用メモリーカード

### ビデオ用メディアにおける規格争い
- VHSとベータマックス - 家庭用ビデオ規格
- VHDとレーザーディスク - ビデオディスク規格
- DVD-RとDVD+R - 書き込みが1回に限られる（ライトアットワンス、ライトワンス）記録型DVDの規格
- DVD-RAMとDVD-RWとDVD+RW - 複数回の書き込みに対応した記録型DVDの規格
- Blu-ray DiscとHD DVD - 第3世代光ディスク規格